# Jacob van Artevelde
Jacob van Artevelde  (talora tradotto con Giacomo van Artevelde o Giacomo d'Artevelde) (Gand, 1290 – Gand, 24 luglio 1345) è stato un politico fiammingo.

## Biografia
Nacque in una famiglia di ricchi commercianti di cotone. Si sposò due volte e fece fortuna nell'industria tessile. Cominciò ad assumere rilievo politico all'inizio della Guerra dei cento anni, ed entrò in politica nel 1338 al fine di proteggere gli interessi di Gand ai margini delle ostilità tra Francia e Inghilterra.
Le politiche di Luigi I di Fiandra, figlio del Conte di Nevers, che aveva abbandonato le visioni del padre per appoggiare i francesi e quindi Filippo VI di Valois, avevano causato un'interruzione delle esportazioni inglesi nelle Fiandre; questo accese i tessitori fiamminghi, la nuova forza politica della regione, i quali organizzarono una rivolta in cui Artevelde ebbe un ruolo centrale.
Questi prese il potere a Gand, fondando nel 1338 un concilio di cinque Capitani (Audiëntie) di cui egli era il leader, in un regime semi-dittatoriale. Nell'aprile 1339 un'assemblea pubblica propose una neutralità armata per alcune città delle Fiandre: i Tre Membri, un'alleanza tra Bruges, Ypres e Gand (cui anni dopo s'aggiunse Brugse Vrije, le zone rurali attorno a Bruges, cambiando il nome in "Quattro membri" Vier Leden). Il conte di Nevers fu costretto alla fuga dai suoi territori, sostituito da Simone di Mirabello (Simon Van Halen).
Il blocco delle esportazioni inglesi e la relativa rivolta qualche anno prima avevano evidenziato che l'Inghilterra era un partner commerciale molto più interessante della Francia per le Fiandre; pertanto, nonostante la neutralità, Artevelde cercò di spingere le politiche dei Tre Membri a prendere le parti degli inglesi. Furono proprio i Capitani di Gand a persuadere Edoardo III di Inghilterra a rivendicare il trono di Francia; proprio a Gand, l'8 febbraio 1340, Edoardo III si proclamò re di Francia. Ciò guadagnò alle Fiandre privilegi e concessioni economiche.
Nel maggio del 1345 iniziarono le ostilità tra Inghilterra e Francia, e, mentre la regione fiamminga e il settore tessile prosperavano, il consenso verso Artevelde calò parecchio.
Il motivo della rivolta che portò alla sua morte il 24 luglio 1345 è incerto, probabilmente una combinazione del suo regime dispotico e violento, della disapprovazione verso la sua decisione di appoggiare la nomina di Edoardo il Principe Nero come conte di Fiandra, rinnegando la casata dei Dampierre, sospetti di malversazione e la scomunica da parte di papa Clemente VI. Alla sua morte le Fiandre ricaddero in mano della Francia. Suo figlio Filips van Artevelde diventò leader della causa fiamminga.
Una statua di Jacob van Artevelde fa mostra di sé nella piazza Vrijdagmarkt di Gand, un'opera di Pieter De Vigne risalente al 1863.